# Claudine Coster
Claudine Marie Josèphe Coster (Nancy, Meurthe y Mosela; 16 de febrero de 1939) es una actriz francesa.
Estuvo casada con el actor Robert Manuel, quien murió en 1995.

## Filmografía
- Touchez pas aux blondes  (1960): Priscilla.
- Dans l'eau qui fait des bulles o Le Garde-champêtre mène l'enquête (1960): Elena, la amante de Baumann.
- Cause toujours, mon lapin (1961): Margaret.
- El conde de Montecristo (1961): Haydée.
- Les croulants se portent bien (1961).
- Les Veinards (1962): Virginie, la enamorada del restaurante.
- Lemmy pour les dames (1962): Françoise.[1]
- Les Bricoleurs (1963): Ingrid.
- Les Gros Bras  (1964): Barbara Jones, la bailarina.
- Et la femme créa l'amour (1964): Saphir, directora de la galería.
- Trafics dans l'ombre (1964): Marianne.
- Les Siffleurs ( Viheltäjät ) (1964): ella misma.
- Espions à l'affût (1966)
- Le Jardinier d'Argenteuil (1966): la jefa de Hilda.
- L'Homme qui trahit la mafia (1967): Isabelle Bianchini.[2]
- Le Concierge (1973): Cécile Massoulier
- Rêves pornos /(1975) (imágenes de archivo)